# Josip Pino Glažar
Josip Pino Glažar (Sušak, 23. studenog 1943. – Rijeka, 21. studenog 2017.), hrvatski nogometni sudac i kontrolor suđenja iz Rijeke. 
Magistar politologije, nastavnik tjelesnog, prof. Općenarodne obrane, učitelj skijanja, dobitnik Zlatne plakete HNS-a, sudac UEFE-e od 1980. do 1982. godine, s više od pola stoljeća u nogometu, glavni sudac u 1.435 utakmica. Osvojio je tri »Zlatne zviždaljke« Novog lista za najboljeg nogometnog suca 1969., 1970. i 1971. godine.